# Весна в Сакене (фильм)
«Весна в Сакене» (груз. გაზაფხული საკენში) — художественный фильм, снятый на Тбилисской киностудии в 1950 году.

## Сюжет
Фильм снят по одноимённой повести Георгия Гулиа и в комедийной манере рассказывает о повседневной жизни жителей маленькой абхазской послевоенной деревни.

## Оценки
В «Очерках советского кино» указано, что для данной ленты характерны «поверхностный подход к изображаемой действительности, боязнь конфликтов». Игра актёров была названа очень слабой, в особенности критиковался Г. Коридзе, исполнивший роль секретаря местной парторганизации.

## В ролях
- Эдишер Магалашвили
- Лиа Асатиани
- И. Гвинчидзе
- Александр Омиадзе
- Лейла Абашидзе
- Георгий Шавгулидзе
- Александр Жоржолиани
- Ш. Гамбашидзе
- М. Сараули
- Котэ Даушвили
- Г. Коридзе
- В. Нинуа